# Hammarsjötjärnarna (Hede socken, Härjedalen, 690567-135974)
Hammarsjötjärnarna är en sjö i Härjedalens kommun i Härjedalen och ingår i Ljusnans huvudavrinningsområde. Sjön har en area på 0,0927 kvadratkilometer och ligger 863,4 meter över havet.

## Delavrinningsområde
Hammarsjötjärnarna ingår i det delavrinningsområde (690696-136022) som SMHI kallar för Mynnar i Rånden. Medelhöjden är 765 meter över havet och ytan är 14,11 kvadratkilometer. Det finns inga avrinningsområden uppströms utan avrinningsområdet är högsta punkten. Vattendraget som avvattnar avrinningsområdet har biflödesordning 3, vilket innebär att vattnet flödar genom totalt 3 vattendrag innan det når havet efter 324 kilometer. Avrinningsområdet består mestadels av skog (74 procent) och kalfjäll (20 procent). Avrinningsområdet har 0,09 kvadratkilometer vattenytor vilket ger det en sjöprocent på 0,7 procent.